# 2020年黑色星期一 (3月9日)
2020年黑色星期一是發生在2020年国际金融恐慌期间的一場股災。3月9日当天全球股市大幅下挫，多個地區的股市跌幅創下次貸危機以來的紀錄。該紀錄在三天後又被「黑色星期四」打破。

## 背景

### 
2020年，蔓延至100多個國家，導致大量航班停擺，旅遊受限，商業活動受到重創，各大企業艱難為生。

### 沙特俄羅斯石油生產分歧
2020年以来，由於導致原油需求疲軟，国际油价下跌已超过20%。石油输出国组织成員國為了能提升油價，希望能够与非成員國俄罗斯等共同实施石油減產。2020年3月6日，石油输出国组织成員國沙特阿拉伯與非成員國俄羅斯卻無法就石油減產达成新协议。鑑於俄方態度十分強硬，以及打擊成本較高的美國開採商的市場，沙特阿拉伯決定報復性增加石油開採量，日开采量將增至1200万桶，创下日產量新纪录。
3月9日，国际原油市场油价大跌30%，为1991年聯合國部隊開始介入以来，海灣戰爭開打後的单日最大跌幅。北海布伦特原油每桶价格跌至32.83美元，比3月6日少12.44美元；美国西得克萨斯中间基原油每桶价格为28.84美元，下跌12.44美元。

## 股市下跌
3月9日，美股三大指数开盘后全线下跌，其中纳斯达克指数跌7.2%。道瓊斯指數跌幅為7.79%，创下次贷危机之后的最大跌幅。标普500指数跌7%，第二次触发熔断机制，美股三大股指全部暂停交易15分钟。而上一次觸發熔斷機制還要追溯到1997年10月27日。個股方面特斯拉跌近12%，苹果跌近9%，亞馬遜公司、Facebook、Netflix等跌近7%，雪佛龙、埃克森美孚跌幅超13%，道达尔跌17%，英国石油跌19%。哈里伯顿大跌37%，斯伦贝谢跌近30%微软跌6.54%，谷歌跌7.21%。
德国DAX指数跌900点，跌幅达8.04%。德意志银行股票跌17.1%，股價降至5.61欧元，創下歷史新低，也是德国DAX指数當日跌幅最大的股票；MDax下跌6.8%，降至23068.82点；Euro Stoxx 50跌5.66%%，降至3049.06点。英国富时100指数报5952.45点，跌幅7.89%；法国CAC 40指数报4730.52点，跌幅7.95%；希腊股市跌幅达13%，為歐洲股市跌幅之最；歐洲2019新型冠状病毒疫情最嚴重的國家意大利股市下跌11%。
日经平均指数跌5%；韩国综合股价指数跌85.45点，终盘回落至1954.77点，跌幅4.2%；上证指数下跌3.01%，降至2943.29点；深证成指跌4.09%，降至11108.55点。S&P/ASX 200跌7.9%，降至5760.6点；NZX 50跌2.94%，降至11091.81点。恒生指数跌3.87％，跌破26000点；新加坡海峽時報指數下跌3.67%至2852.26點，为2016年10月初以来新低；菲律宾股票指数开盘下跌约2.9％；孟買敏感指數下跌超过5%；沙特阿拉伯基准股指开盘下跌超9%，阿美石油公司股价开盘暴跌10%，交易一度暂停。
巴西以及科威特股市因大幅下跌觸發熔斷機制。
MSCI全球股市指数跌5.3%，创2008年12月以来最大单日跌幅。

## 其他影響
外匯市場方面，美元指数下跌1.35%，报94.8100。欧元/美元涨1.53%，报1.1458。英镑/美元涨0.51%，报1.3113。美元/日元跌3.26%，报101.8700。
期貨方面，中華人民共和國商品期货市场收盘，燃油、沥青、原油、PTA、郑醇、EG、棕榈、郑油、PP、EB、塑料、豆二、豆油等跌停，NR、橡胶大幅下跌超6%，沪银跌超4%，沪镍、尿素等跌超3%；只有沪铅、苹果等小幅收涨。避险需求推动黄金期货价格一度突破每盎司1,700美元，为2012年年底以来的最高点。
债券市场方面，美国十年期国债收益率首次跌破0.5%。
亞洲除日本外，信用違約交換上漲15个基点，成为2019年9月以来最大涨幅。

## 舉措
3月9日，美國總統特朗普在白宫临时召开紧急记者会，特朗普在记者会上宣布將削减工资税、减轻小时工负担，并將幫扶美國航空、游轮、酒店和旅游业。
美联储表示，将增加银行可获得的短期贷款数量，便于銀行继续放贷。

## 另見
- 2020年黑色星期四
- 2020年黑色星期一 (3月16日)
- 2020年俄羅斯–沙烏地阿拉伯油價戰
  - 俄羅斯–沙烏地阿拉伯關係